# Genetica molecolare
La genetica molecolare è il campo della genetica che studia la struttura e la funzione dei geni al livello molecolare.

## Azione e natura chimica dei geni
Quando, agli inizi del Novecento, furono riscoperte ed estese le leggi di Mendel, i ricercatori si chiesero in che modo i geni potessero determinare le caratteristiche ereditarie di un individuo.
Un esperimento illuminante fu il seguente.
Erano stati selezionati dei ceppi di 
topi che si potevano considerare praticamente linee pure. I ricercatori incrociarono due ceppi diversi entrambi albini: contrariamente a ogni previsione tutti i figli della prima generazione ibrida erano pigmentati.
Ciò sembrava in contrasto con le leggi dell'ereditarietà, in quanto l'albinismo è un fenotipo recessivo, e quindi i genitori albini dei topi pigmentati avrebbero dovuto mancare totalmente dei geni necessari per produrre la melanina.
Dal punto di vista della genetica formale, la cosa può essere spiegata ammettendo che nella produzione di melanina siano coinvolti due loci, che chiameremo "A" e "B", e che sia un allele A sia uno B sono necessari per produrre il pigmento.
Tutto si spiega supponendo che un ceppo parentale avesse genotipo aaBB e l'altro AAbb.
I figli erano tutti AaBb, perciò sia il "fattore A" sia il "fattore B" erano disponibili per produrre la pigmentazione.
La necessità di due loci può ricevere una spiegazione biochimica, se si ammette che i geni producono enzimi.
Supponiamo che i loci A e B codifichino per due diversi enzimi afferenti alla stessa catena metabolica per la produzione di melanina. 
Supponiamo pure che l'allele A produca l'enzima necessario affinché avvenga una reazione mentre l'allele a non funziona, e che B produca l'enzima per un'altra reazione mentre b è inattivo.
Ognuno dei ceppi di topi mancava di un enzima, per cui la catena metabolica si interrompeva comunque. Tale situazione si chiama blocco metabolico.
Negli incroci invece, essendo presente un allele funzionante per entrambi i loci, erano presenti tutti gli enzimi, per cui la catena metabolica poteva svolgersi.
Da fatti sperimentali del tipo descritto si ricavò l'ipotesi che ad ogni gene corrispondesse un enzima.
Anche proteine non enzimatiche sono però presenti in forme diverse ereditabili, inoltre vi sono proteine formate da più catene polipeptidiche differenti. Oggi si sa quindi che ad ogni gene (strutturale) corrisponde una catena polipeptidica.

## Natura chimica
Rimaneva da definire di cosa fossero fatti i geni.
I cromosomi degli Eucarioti contengono principalmente due tipi di macromolecole: proteine ed acidi nucleici.
La risposta venne dagli organismi più semplici.
Nel 1928 si era scoperto il principio della trasformazione batterica. I Batteri si riproducono solo asessualmente, mediante una semplice divisione dell'unica cellula in due cellule geneticamente uguali: ciò comporta che si possono facilmente ottenere ceppi di Batteri geneticamente identici. Si era però verificato che, aggiungendo ad una coltura di un ceppo l'estratto di Batteri morti di un ceppo geneticamente diverso, nella coltura comparivano Batteri che presentavano caratteristiche genetiche del ceppo "donatore". Ciò indicava che anche distruggendo fisicamente le cellule i geni mantenevano la loro identità e potevano essere assorbiti da Batteri vivi che li integravano nel loro genoma.
Nel 1943, Avery, MacLeod e McCarty isolarono due ceppi di Diplococcus pneumoniæ (un batterio che può produrre polmoniti nei mammiferi). Un ceppo era virulento, ossia uccideva i topi cui fosse stato iniettato, l'altro era non virulento.
Aggiungendo ad una coltura di batteri non virulenti un estratto di batteri virulenti morti comparivano batteri virulenti.
L'estratto di batteri virulenti doveva contenere dei geni: ma quale tra le svariate sostanze presenti li costituiva? Ovviamente doveva essere una macromolecola, ma quale?
I ricercatori separarono allora chimicamente i polisaccaridi, le proteine e gli acidi nucleici dall'estratto, e li aggiunsero separatamente a colture di Batteri non virulenti. Solo le colture cui erano stati aggiunti gli acidi nucleici divenivano virulente. Digerendo gli acidi nucleici con un enzima che degrada l'RNA la capacità trasformante si conservava, non così se si digeriva il DNA con un enzima apposito. Così fu dimostrato che il principio trasformante (ossia il materiale costituente i geni) è il Dna.
Questo risultato era sorprendente: fino ad allora si riteneva plausibile che l'informazione genetica fosse portata da proteine, perché sono più complesse, essendo costituite da venti tipi di amminoacidi contro i soli quattro desossiribonucleotidi del Dna.
Il ruolo del Dna è confermato anche dal fatto che è possibile indurre certe cellule a produrre virioni completi trattandole con il solo acido nucleico di certi virus.

## L'informazione genetica
L'informazione genetica risiede essenzialmente nel DNA.
Poiché in ogni posizione in un filamento di Dna ci possono essere 4 diversi desossiribonucleotidi, ognuno di essi contiene 2 bit di informazione (in quanto 22=4).
L'informazione genetica viene riprodotta prima che una cellula si divida mediante la replicazione del DNA.
L'informazione di un frammento di Dna viene ricopiata in un filamento di Rna con un processo detto trascrizione. In questo caso essa non viene sostanzialmente modificata in quanto i ribonucleotidi sono molto simili ai corrispondenti desossiribonucleotidi.
Il tipo più abbondante di Rna è il messaggero (mRNA) che ha la funzione di trasportare l'informazione dal Dna ai ribosomi che producono le proteine. Si tratta di molecole a vita breve che vengono poi degradate.
Il ribosoma, nell'attuare la sintesi proteica deve interpretare una sequenza di nucleotidi e produrre una sequenza precisa di amminoacidi. Nelle normali proteine vi sono circa 20 tipi di amminoacidi: ogni amminoacido per essere determinato richiede tra 4 e 5 bit di informazione (in quanto 24=16 e 25=32). Per rappresentare un amminoacido serve quindi una sequenza di 3 nucleotidi (tripletta).
Il codice genetico è la regola di corrispondenza tra le triplette e gli amminoacidi: è lo stesso per tutti gli organismi terrestri, e ciò è una forte evidenza a favore dell'origine comune di tutte le specie che conosciamo. Poiché le triplette sono 64 (43) vi sono triplette sinonime (che indicano lo stesso amminoacido): si dice perciò che il codice genetico è degenerato. Esistono inoltre tre triplette nonsense, che non rappresentano nessun amminoacido e indicano la fine della catena proteica.
Tutte le sostanze organiche non semplicissime presenti in un organismo sono proteine o sono prodotte dalle proteine enzimatiche: i geni determinano quindi la composizione dell'individuo.
Il seguente schema mostra il flusso dell'informazione genetica (o espressione genica):
Il diagramma precedente mostra quello che viene chiamato "dogma centrale della genetica". Negli anni '70 si è verificato che esistono eccezioni alla direzione del flusso di informazione. 
 
In alcuni virus il genoma è costituito da RNA, che si replica in due modi.
- Nei retrovirus si ha la trascrizione inversa ossia la produzione di Dna a partire dall'Rna virale. Questo Dna entra a far parte del genoma della cellula ospite e dalla sua trascrizione si ottiene nuovo Rna virale.
- In altri virus l'Rna virale si replica in modo simile al DNA.

Comunque, in tutti gli organismi a base cellulare il Dna è l'unica molecola che garantisce la continuità delle caratteristiche ereditarie.

## Le mutazioni
Le mutazioni sono caratteristiche genotipiche di un individuo che non erano presenti nei genitori.
Esse derivano da errori nella replicazione del genoma.
Si dividono in:
1) mutazioni germinali, vengono trasmesse alla progenie attraverso i gameti. Sono presenti in tutte le cellule dell'individuo. Possono essere di tre tipi:
- monogeniche o mendeliane, in cui il gene implicato è uno solo
- mitocondriali dovute a mutazioni nel DNA mitocondriale
- multifattoriali, in cui sono implicati due o più geni, ognuno dei quali è necessario ma non sufficiente a innescare una patologia, nonché l'influenza di molteplici fattori ambientali
- cromosomiche, dovute ad anomalie strutturali dei cromosomi
- genomiche, consistenti in anomalie nel numero dei cromosomi

2) mutazioni somatiche, insorte in una singola cellula dell'organismo e trasmesse alla sua progenie a costituire un clone cellulare. Non possono essere trasmesse ai discendenti in quanto coinvolgono cellule che non danno origine a cellule della prole; sono coinvolte nella cancerogenesi e nell'invecchiamento.

### Le mutazioni puntiformi
Si dicono puntiformi le mutazioni che coinvolgono una piccola parte di un gene.
Se la mutazione incorre in una parte del gene che viene tradotta, possiamo avere, nel caso sia coinvolto un solo nucleotide:
- una sostituzione che può essere 
  - missense, se trasforma la tripletta in un'altra che codifica per un amminoacido diverso producendo
    - un effetto scarso se l'amminoacido viene sostituito con uno simile e/o non si trova in un tratto importante della proteina
    - un effetto notevole se il nuovo amminoacido è molto diverso e/o si trova in posizione importante nella proteina

  - samesense (in Italiano "silente"), se la nuova tripletta viene tradotta nello stesso amminoacido, senza effetti sulla proteina prodotta
  - nonsense se trasforma una tripletta codificante in una delle tre triplette che indicano la fine della catena amminoacidica, con accorciamento della proteina prodotta
- una inserzione o una delezione che producono uno slittamento di fase o meglio uno "spostamento della cornice di lettura (frame shift)", ossia un raggruppamento dei nucleotidi successivi in triplette diverse da quelle originali. Ad esempio se la sequenza codificante fosse CAT CAT CAT..., la delezione della A della prima tripletta provoca il seguente scivolamento delle cornice: CTC ATC AT...ll

## I geni regolatori
Le sequenze di nucleotidi che vengono tradotte in proteine sono i geni strutturali. Esse costituiscono solo una parte del genoma. Molte sequenze genetiche non tradotte hanno la funzione di regolare il funzionamento del genoma e sono dette geni regolatori.
Il primo meccanismo di regolazione della trascrizione genetica che è stato studiato è l'operone lattosio di Escherichia coli.
La regolazione genetica può essere anche molto più complessa. Negli eucarioti essa è complicata dal fatto che i geni sono discontinui (split genes). Tali geni sono formati dall'alternanza di sequenze tradotte (esoni) e altre che non hanno corrispondente nella proteina (introni): questi ultimi devono essere rimossi prima che il messaggero esca dal nucleo e venga tradotto. Il processo di maturazione del mRna che si rende necessario per la sua traduzione rappresenta un'altra occasione di regolazione dell'espressione genica.
I geni regolatori svolgono una funzione cruciale nel determinare le caratteristiche degli organismi. Questo è ancora più evidente negli organismi pluricellulari, come l'uomo, nei quali tutte le cellule hanno lo stesso genoma benché moltissimi geni si esprimano solo in alcuni tipi di cellule, e solo in determinati momenti della vita degli stessi.